# Flugplatz Würzburg-Schenkenturm

i7
i11
i13

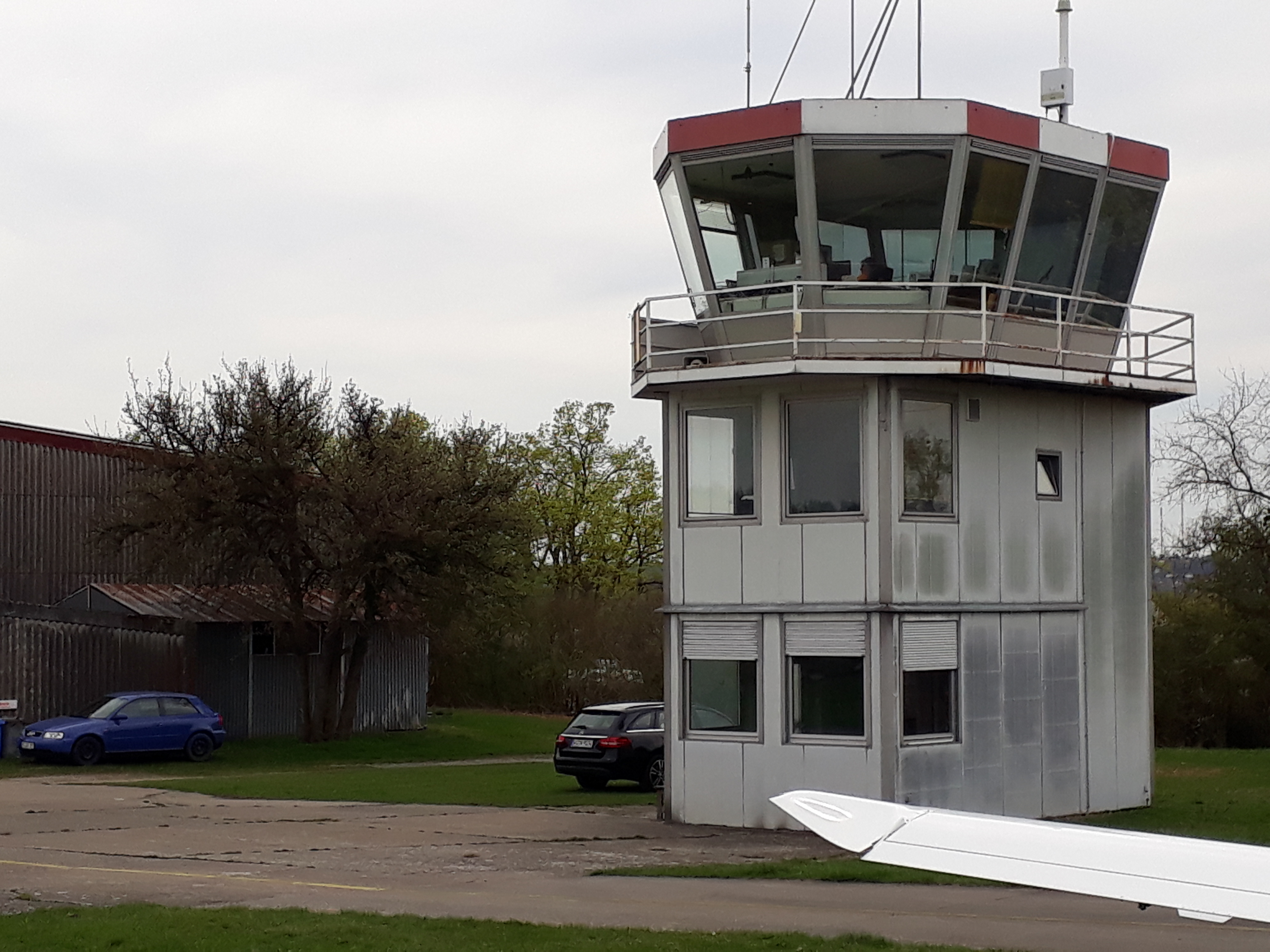
Tower EDFW (2018)

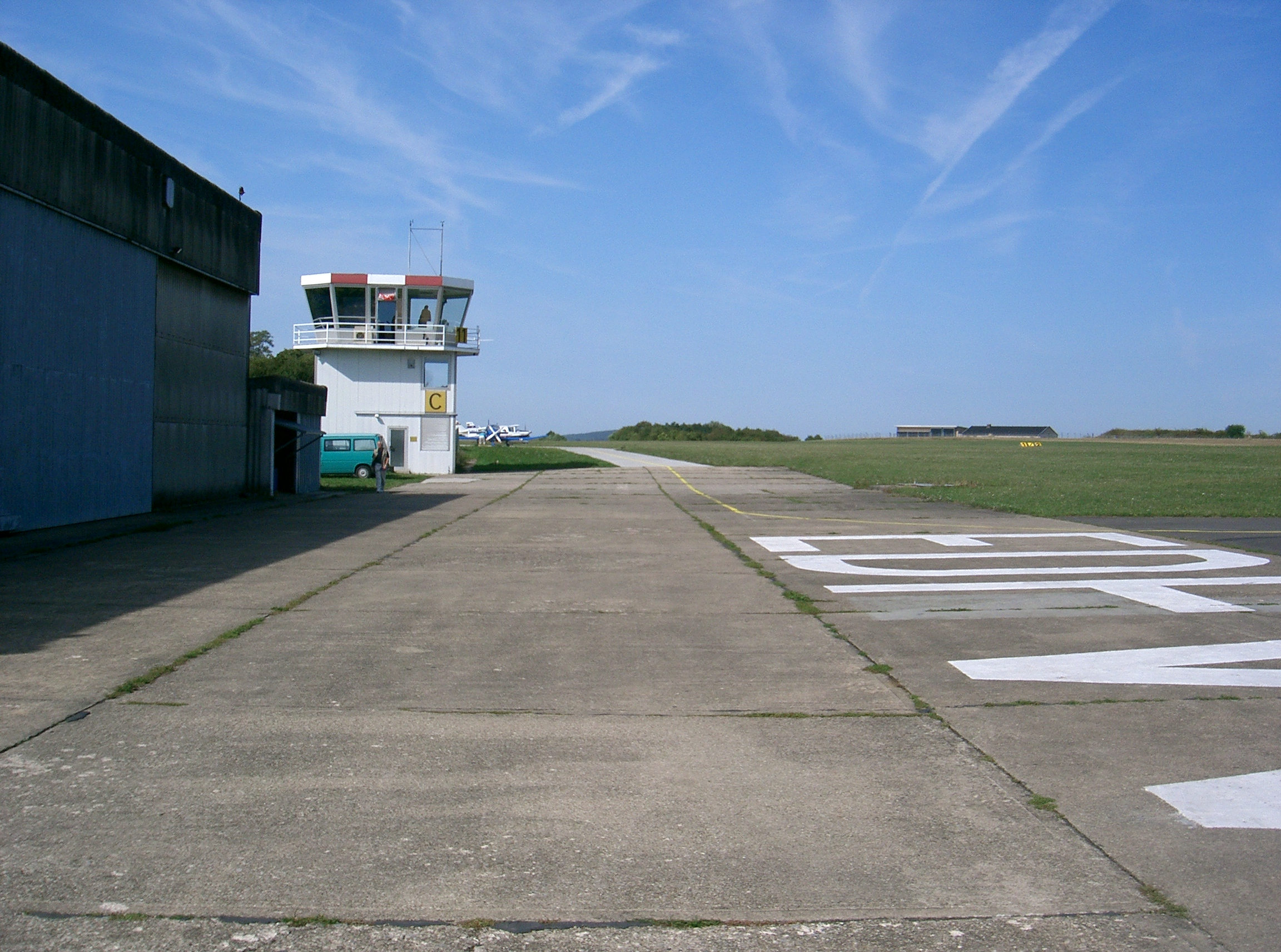
Flugplatz Würzburg-Schenkenturm, Blick von Osten (2006)

Der Flugplatz Würzburg-Schenkenturm (ICAO-Code: EDFW) ist der Verkehrslandeplatz der kreisfreien Stadt Würzburg in Unterfranken. Er wird vom Flugsport-Club Würzburg e. V. betrieben.

## Geografie
Der Flugplatz liegt im Maindreieck, etwa 3,5 km nordwestlich des historischen Stadtzentrums von Würzburg im Flurstück Guckelesberg auf einer Höhe von 301 m ü. NN.
Östlich befinden sich die Stadtteile Unterdürrbach und Oberdürrbach, zwei Kilometer westlich fließt der Main.

## Geschichte
1954 richtete die US Army einen Flugplatz auf dem Schenkenfeld als Ersatz für den alten Flugplatz am Galgenberg ein. Die Stadt Würzburg übernahm 1961 den Flugplatz Schenkenfeld. Im Gegenzug errichtete die US Army eine Raketenstellung auf dem Schenkenfeld. 1965 wurde eine zivile Mitbenutzung des Flugplatzes erlaubt. Später übernahm der Flugsport-Club Würzburg e. V. den Betrieb.

## Flugplatz und Ausstattung
Der Flugplatz ist ein Verkehrslandeplatz für Luftfahrzeuge aller Art bis 2000 kg Höchstabfluggewicht (MTOW) und Hubschrauber bis 5700 kg. Der Betrieb findet in den Monaten März bis Oktober meist von 8:00 bis 17:30 statt. In den Wintermonaten wird bis maximal eine halbe Stunde vor und nach Sonnenauf/untergang geflogen. Während der Mittagszeit von 11:00 bis 13:00 sollen lärmintensive Flugbewegungen unterbleiben. In den übrigen Zeiten ist eine Landung nur nach vorheriger Anmeldung möglich (PPR). Der Platz führt den ICAO-Code EDFW.
Es bestehen mehrere Wirtschaftsgebäude, ein Tower (132.990 MHz), vier Hangars, ein Vereinsheim, ein Restaurant und eine Tankstelle mit Ölservice. Segelflugzeuge kommen per Schleppflugzeug in die Luft.

## Zwischenfälle
- Am 6. April 2011 kam es zur Notlandung einer Robin HR 200, die unterwegs an dem Erdungsseil einer Hochspannungsleitung havariert war und beschädigt wurde, hierbei jedoch zunächst flugfähig blieb.[2]
- Am 10. April 2016 setzte ein Ultraleichtflugzeug bei der Landung zu spät auf, rollte über das Ende der Landebahn hinaus und kollidiert dort mit einem Hindernis. Das Fluggerät wurde hierbei stark beschädigt, der Pilot und sein Passagier blieben unverletzt.[3][4]
- Am Morgen des 9. Juli 2017 stürzte eine einmotorige Maschine nach einem abgebrochenen Landeanflug ab und zerschellte 60 m neben der Landebahn an einem Baum. Eine Person wurde schwer verletzt gerettet.[5] Über 35 Rettungskräfte waren im Einsatz.[6]
- Am 23. August 2019 rollte ein mit zwei Personen besetzter Schulterdecker vom Typ Cessna 172 nach einem abgebrochenen Startversuch über die Startbahn hinaus und geriet dort in Brand. Ein Insasse wurde verletzt und das Flugzeug vollständig zerstört.[7]
- Am 9. September 2019 stürzte ein Kleinflugzeug nach dem Start aus wenigen Metern Höhe in ein nahegelegenes Waldstück und fing Feuer. Der 62-jährige Pilot und sein Fluggast, die beide aus Finnland stammen, wurden dabei schwer verletzt.[8][9]

## Verkehr
Der Flugplatz liegt nordöstlich der Bundesstraße 27 und ist nicht direkt mit öffentlichen Verkehrsmitteln zu erreichen. Es besteht jedoch am 1,5 km südlich gelegenen Bahnhof Würzburg-Zell eine Zustiegsmöglichkeit zu der Main-Spessart-Bahn.